# Hassel Sound
Hassel Sound is een natuurlijke waterweg in de regio Qikiqtaaluk, Nunavut, Canada. Het scheidt het Ellef Ringnes-eiland in het westen van het Amund Ringneseiland in het oosten.